# Okja
Okja är en science fantasy-actionkomedifilm från 2017 regisserad av Bong Joon-ho.
Filmen handlar om en ung koreansk flicka som föder upp en genetiskt modifierad "supergris" (med namnet Okja). När den amerikanska köttindustrin får upp ögonen för grisen tar hon sig till USA för att rädda sin jättelika vän.
Filmen hade premiär vid filmfestivalen i Cannes 2017, där den tävlade om Guldpalmen.

## Rollista (i urval)
| Ahn Seo-hyun    | – Mija, flickan                                 |
| Tilda Swinton   | – Lucy Mirando, vd:n på det amerikanska bolaget |
| Paul Dano       | – Jay, djurrättsaktivist                        |
| Jake Gyllenhaal | – Johnny Wilcox, zoolog och TV-personlighet     |